# Бхавіш'я-пурана
Бхавішья-пурана« (санскр. भविषय पराण, Bhaviṣya Purāṇa IAST), „Bhaviṣyat Purāṇa IAST“) — священний текст індуїзму на санскриті, одна з вісімнадцяти основних Пуран (званих „махапуранами“). Автором „Бхавішья-пурани“ в традиції індуїзму прийнято вважати ведичного мудреця та автора Вед Вясу. Слово „бхавішья“ в перекладі з санскриту означає „пророцтво“ та назва цієї Пурани можна перевести як „текст з пророцтвами про майбутнє“. Хоча «Бхавішья-пурана» належить до пуранічного жанру, в ній міститься дуже мало легенд. Це одна з декількох Пуран, в якій слідом за описом царських династій минулого іде опис царів, які будуть правити в майбутньому.
На думку вчених, що дійшов до нас текст «Бхавішья-пурани» являє собою збірник матеріалів різних часів — від дуже давніх до порівняно недавніх. Частини тексту можливо були запозичені з «Ману-смріті», зокрема, опис утвору Всесвіту. У Шиварахасья-кханді «Шанкара-самхіти» «Бхавішья-пурана» класифікується як одна з десяти основних шиваїстських Пуран. Згідно з традиційної класифікації Пуран відповідно до трьом гунам матеріальної природи (яка приводиться в «Падма-пурані»),"Бхавішья-пурана" відноситься до категорії раджаса, до якої належать всі Пурани, чиїм центральним божеством є Брахма.